# 焼肉ヒーロー
『焼肉ヒーロー』（やきにくヒーロー）は、2003年5月1日から同年10月30日まで名古屋テレビ（メ〜テレ）で放送されていた RISING SUN entertainment 製作の特撮テレビドラマである。焼肉屋さかいの一社提供。全27話。放送時間は毎週木曜 18:55 - 19:00 （日本標準時）。
焼肉屋さかいのCMキャラクター・Mr.さかい（ミスターさかい）を主役にしたミニ番組。Mr.さかいは中京圏のいわゆるローカルヒーローの1人で、この番組が放送される前や放送されていた当時は様々な媒体で活躍していた。

## 登場人物
坂井 大輔（さかい だいすけ）
普段はペットショップの店員として働いているごく普通の青年だが、悪の組織「コゲ軍団」の横暴に怒りを覚えるとMr.さかいに変身する。優子に片想い中。
Mr.さかい（ミスターさかい）
大輔の変身後の姿で、全身赤いコスチュームに身を包んだ妙に筋肉質なヒーロー。必殺技はカルビキックと牛タンチョップ。移動の際の足としてスクーターを愛用しているらしく、番組内では彼が派手なデザインのスクーターに乗る姿が映し出されていた。
優子（ゆうこ）
大輔が勤めるペットショップの店長の一人娘。大輔のことを頼りなく思う一方で、心の底では彼に信頼を寄せている。天然ボケな一面を持つ。
オコゲ総帥（オコゲそうすい）
焼肉屋さかいのお肉を焦がしてしまう悪の組織「コゲ軍団」の総帥で、『ふしぎの海のナディア』の登場人物・ガーゴイルとよく似たコスチュームに身を包んでいる。一軒の飲食店を根城にし、普段はそこの店員を装っている。部下のコゲコゲラーが計画に失敗してアジトに戻ってくるたびに彼に鞭を振るう。
コゲコゲラー
オコゲ総帥の部下。総帥の命令で大輔にいつも嫌がらせをしてはMr.さかいに変身した彼にやっつけられる。他の変身ヒーローものの特撮作品に見られるいわゆる悪の組織の戦闘員たちはこの作品には登場せず、計画遂行の際には毎回彼が単身Mr.さかいに戦いを挑んでいた。
アイロウ&タカ
南の島にバカンスに来ていた大輔と、それを邪魔しに来たコゲコゲラーの前に突然現れたおかしな2人組。

## キャスト
- 坂井大輔 - 栗田知典
- 優子 - 津江輝美
- オコゲ総帥 - 宝満円
- アイロウ&タカ - アイロウ&タカ

## スタッフ
- 製作協力 - テレビ家本舗
- 製作 - RISING SUN entertainment